# Yoshikawa Shogo
Yoshikawa Shogo (吉川 翔梧 Yoshikawa Shōgo, sinh ngày 8 tháng 4 năm 1995) là một cầu thủ bóng đá người Nhật Bản. Anh thi đấu cho Vanraure Hachinohe.

## Sự nghiệp thi đấu
Yoshikawa Shogo thi đấu cho Zweigen Kanazawa từ năm 2014 đến năm 2015. Năm 2016, anh chuyển đến Vanraure Hachinohe.

## Thống kê câu lạc bộ
Tính đến 5 tháng 1 năm 2018.
| Thành tích câu lạc bộ | Thành tích câu lạc bộ | Thành tích câu lạc bộ | Giải vô địch | Giải vô địch | Cúp                   | Cúp                   | Tổng cộng | Tổng cộng |
| Mùa giải              | Câu lạc bộ            | Giải vô địch          | Số trận      | Bàn thắng    | Số trận               | Bàn thắng             | Số trận   | Bàn thắng |
| Nhật Bản              | Nhật Bản              | Nhật Bản              | Giải vô địch | Giải vô địch | Cúp Hoàng đế Nhật Bản | Cúp Hoàng đế Nhật Bản | Tổng cộng | Tổng cộng |
| --------------------- | --------------------- | --------------------- | ------------ | ------------ | --------------------- | --------------------- | --------- | --------- |
| 2014                  | Zweigen Kanazawa      | J3 League             | 3            | 0            | 0                     | 0                     | 3         | 0         |
| 2015                  | Zweigen Kanazawa      | J2 League             | 0            | 0            | 1                     | 0                     | 1         | 0         |
| 2016                  | Vanraure Hachinohe    | JFL                   | 9            | 2            | 0                     | 0                     | 9         | 2         |
| 2017                  | Vanraure Hachinohe    | JFL                   | 24           | 2            | 3                     | 0                     | 27        | 2         |
| Tổng                  | Tổng                  | Tổng                  | 36           | 4            | 4                     | 0                     | 40        | 4         |